# Mosquitone
Mosquitone est un son à très haute fréquence (ultra-aigus) qui a la particularité de ne pouvoir être entendu en général que par les personnes de moins de 25 ans.
Son usage, notamment en tant que Sonnerie téléphonique de téléphone portable a été imaginé après l'émergence d'un appareil vendu dans le but d'éloigner les adolescents, le « Mosquito », a été popularisé par les médias.
Ce son suraigu d'environ 17000 hertz, désagréable pour ceux qui peuvent l'entendre, peut être utilisé par les étudiants comme sonnerie téléphonique que les professeurs ne peuvent pas entendre.